# Kotka
Kotka (en finès àguila) és una ciutat i port fundada l'any 1879 i situada al sud-est del golf de Finlàndia Meridional, 50 km a l'oest de la frontera russa. És un dels ports més actius del territori finlandès, després de la capital Hèlsinki.
En la batalla naval de 1789 entre Rússia i Suècia es van enfonsar més de 1000 vaixells a la rodalia del port, i les seves restes han donat bons guanys als cercadors de tresors.

## Galeria

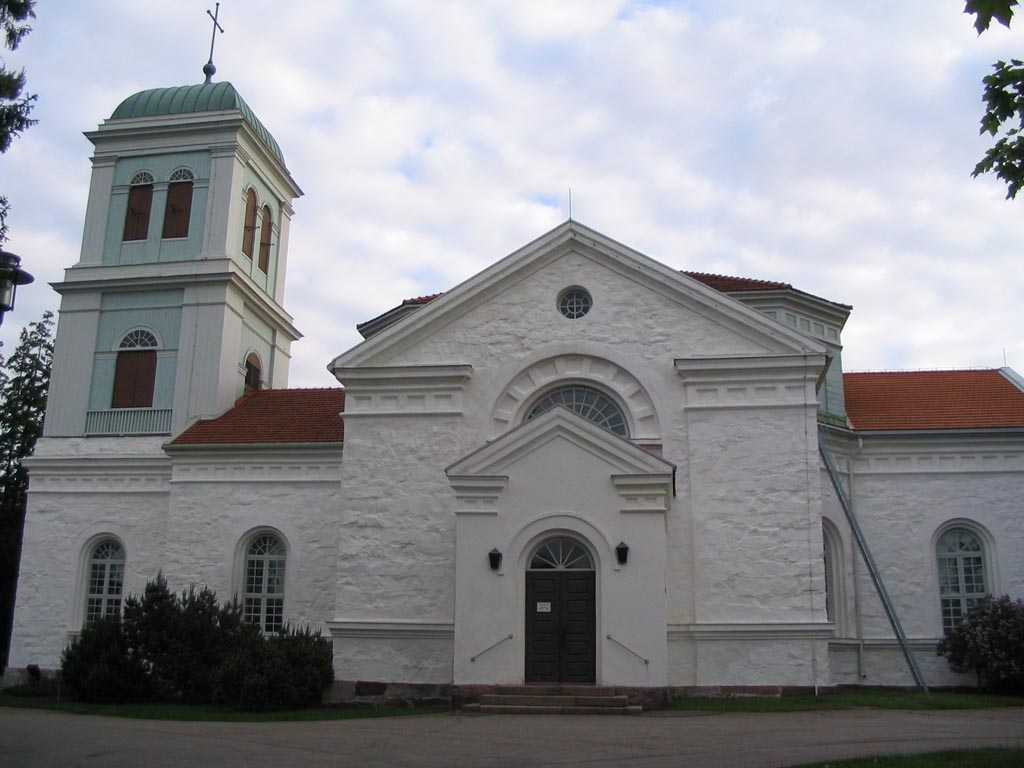
L'ésglésia Kymi
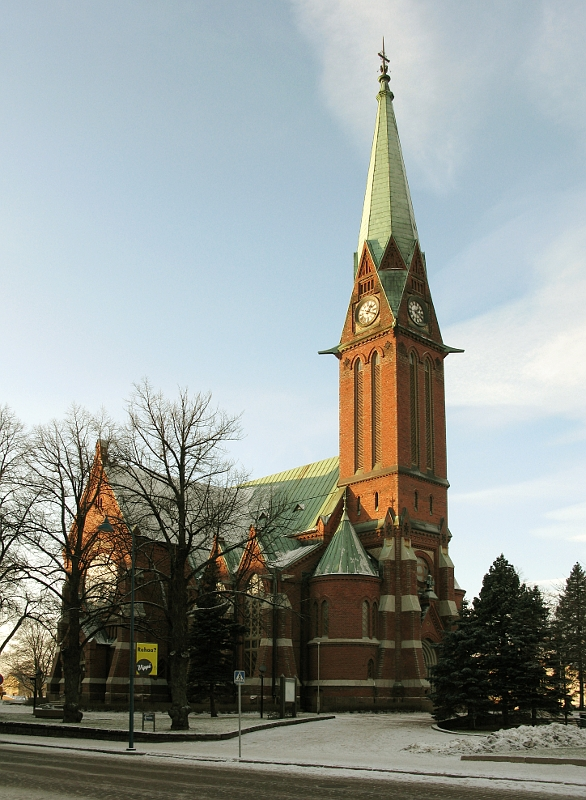
L'església de Kotka

## Ciutats agermanades
- Gdynia, Polònia
- Tallin, Estònia
- Kronstadt, Rússia
- Sant Petersburg, Rússia
- Landskrona, Suècia